# KM2000

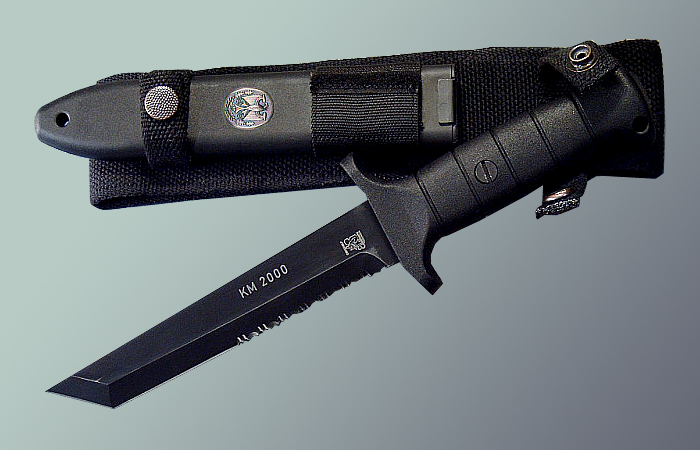
Le couteau KM2000 original et son étui.

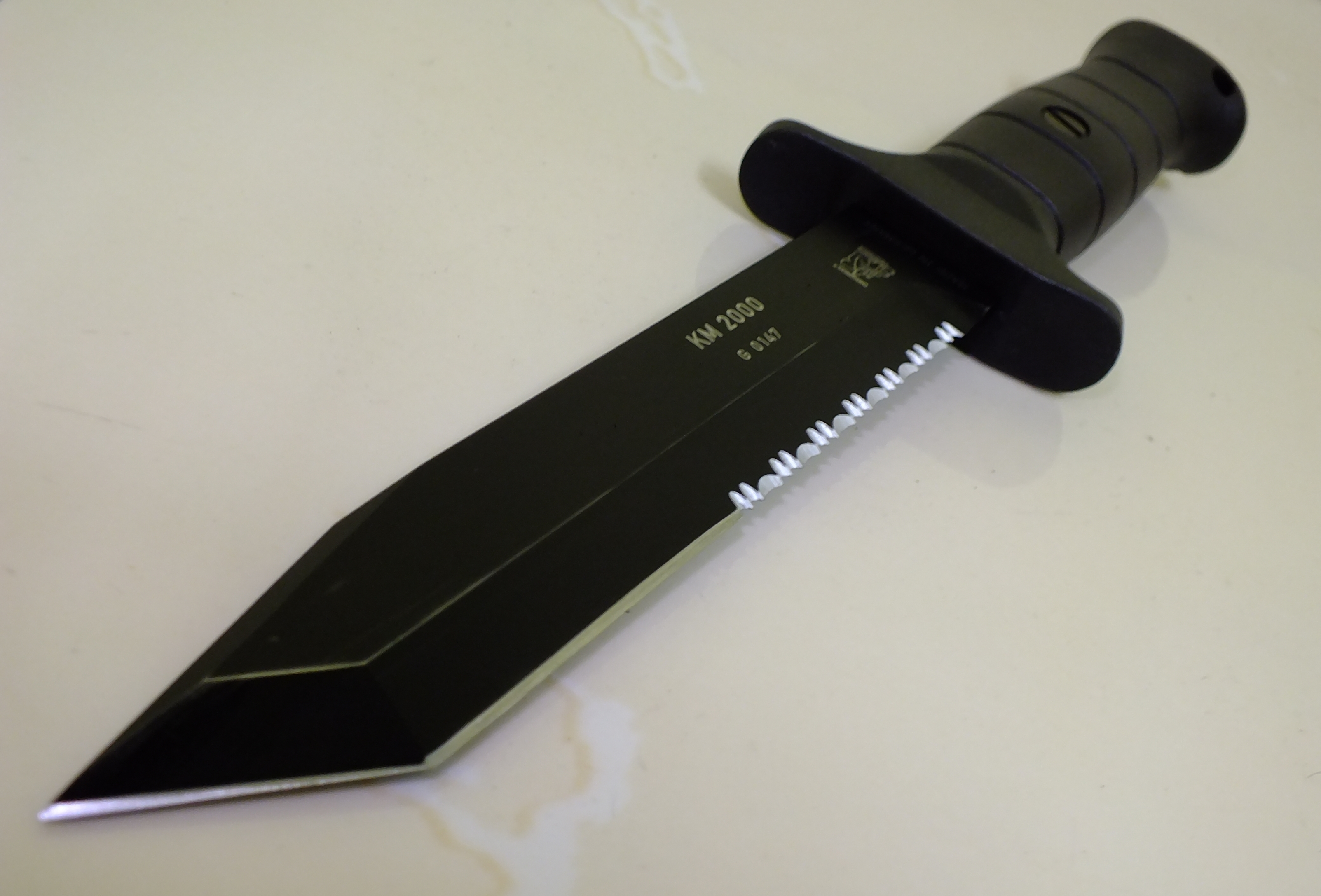
Le nouveau modèle du KM2000.

Le KM2000 (pour Kampfmesser 2000) est un couteau de combat utilisé par la Bundeswehr. Produit à Solingen par l'entreprise allemande Eickhorn qui l'a conçu en 2001, le KM2000 est en service dans l'armée allemande depuis 2003.
Il est vendu également pour les civils, avec un prix qui oscille entre 110 et 140 €.

## Caractéristiques

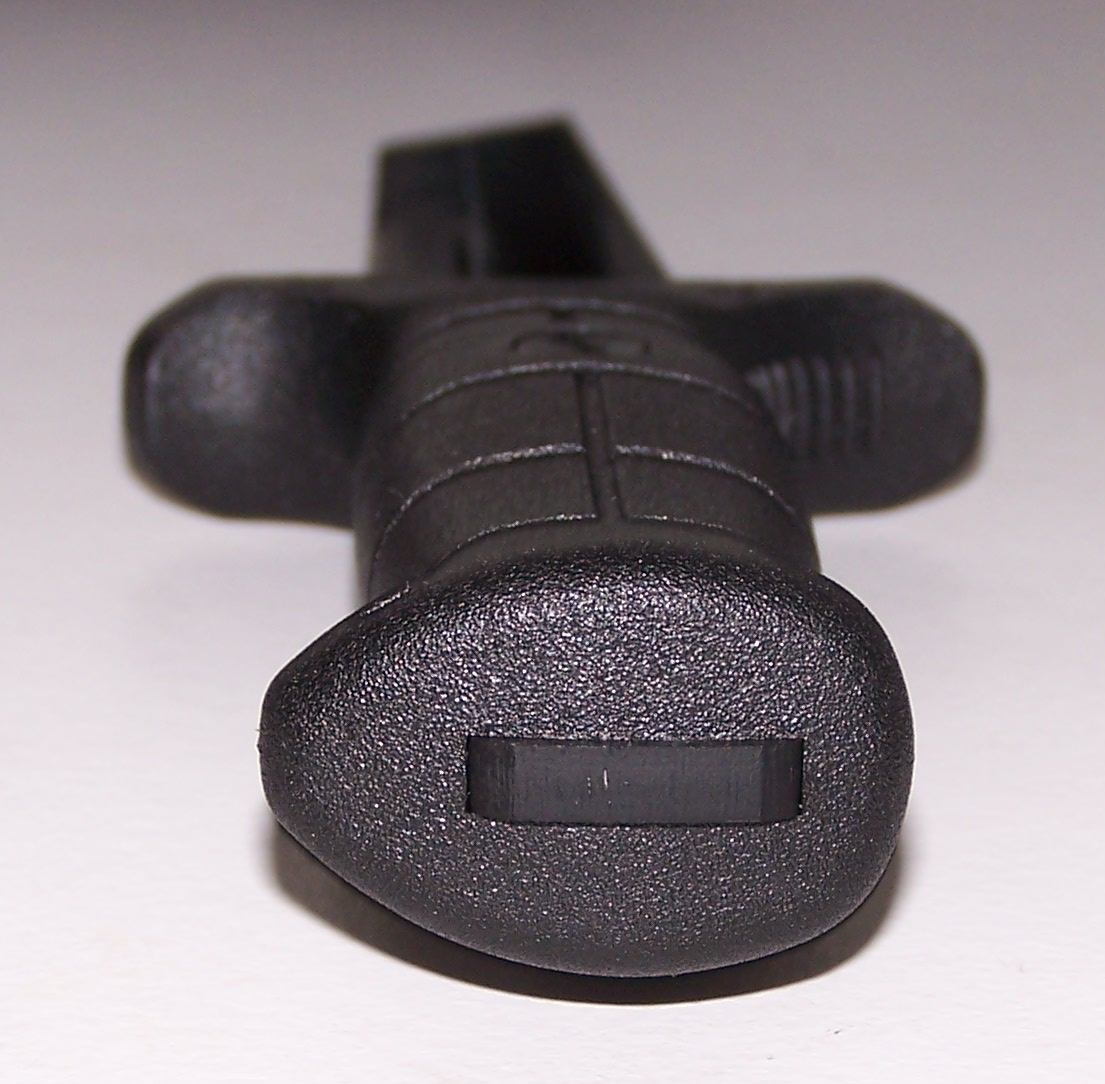
Le brise-vitre dans le manche du couteau.

Le KM2000 est un couteau d'une longueur d'environ 30 cm pour un poids de 330 g. La lame fait 5 mm d'épaisseur pour une longueur de 17,2 cm de la pointe jusqu'au manche. Cependant, celle-ci se prolonge jusqu'à l'extérieur de celui-ci. L'absence de partie mécanique tel que cran d'arrêt ou mécanisme de fermeture offre une solidité maximale au couteau. Le fait que la lame se prolonge dans le manche et en sortie permet d'utiliser le poignard en tant que brise-vitre.
La lame est faite en acier inox 440A noirci pour éviter tout reflet pouvant indiquer la position de l'utilisateur. Le manche est quant à lui constitué en polyamide renforcé à la fibre de verre. Ce couteau répond aux normes de l'OTAN.
En 2008, la lame change de forme, et gagne un biseau sur la pointe, tandis que le métal utilisé est un inox Böhler N695 (HRC 57). Légèrement plus dur, cet acier lui confère aussi une capacité de coupe bien plus importante.
Le couteau est livré dans un fourreau noir en plastique dur, arrimé à une attache en cordura dotée d'un système de fixation de type MOLLE. Cela permet au poignard d'être accroché sur de nombreux sac militaires ou civils, pour autant qu'ils soient équipés de grips adéquats.